# Condado de Jõgeva
El condado de Jõgeva (en estonio:  Jõgeva maakond) o  Jõgevamaa es el nombre de uno de los quince condados en los que está dividida administrativamente Estonia. Está situado en la parte oriental del país y limita con el condado de Ida-Viru al nordeste, el lago Peipus al este, el condado de Tartu al sur, el condado de Viljandi al suroeste, el condado de Järva al noroeste y el condado de Lääne-Viru al norte. Su capital es Jõgeva.

## Gobierno del condado
Cada uno de los condados de los que se compone el país es regido por un gobernador (en estonio: maavanem), elegido cada cinco años por el gobierno central. Desde 2004, dicho cargo está en manos de Aivar Kokk.

## Municipios
Desde la reforma territorial de 2017 se divide en 3 municipios, todos ellos rurales:
- Municipio de Jõgeva (capital: Jõgeva)
- Municipio de Mustvee (capital: Mustvee)
- Municipio de Põltsamaa (capital: Põltsamaa)

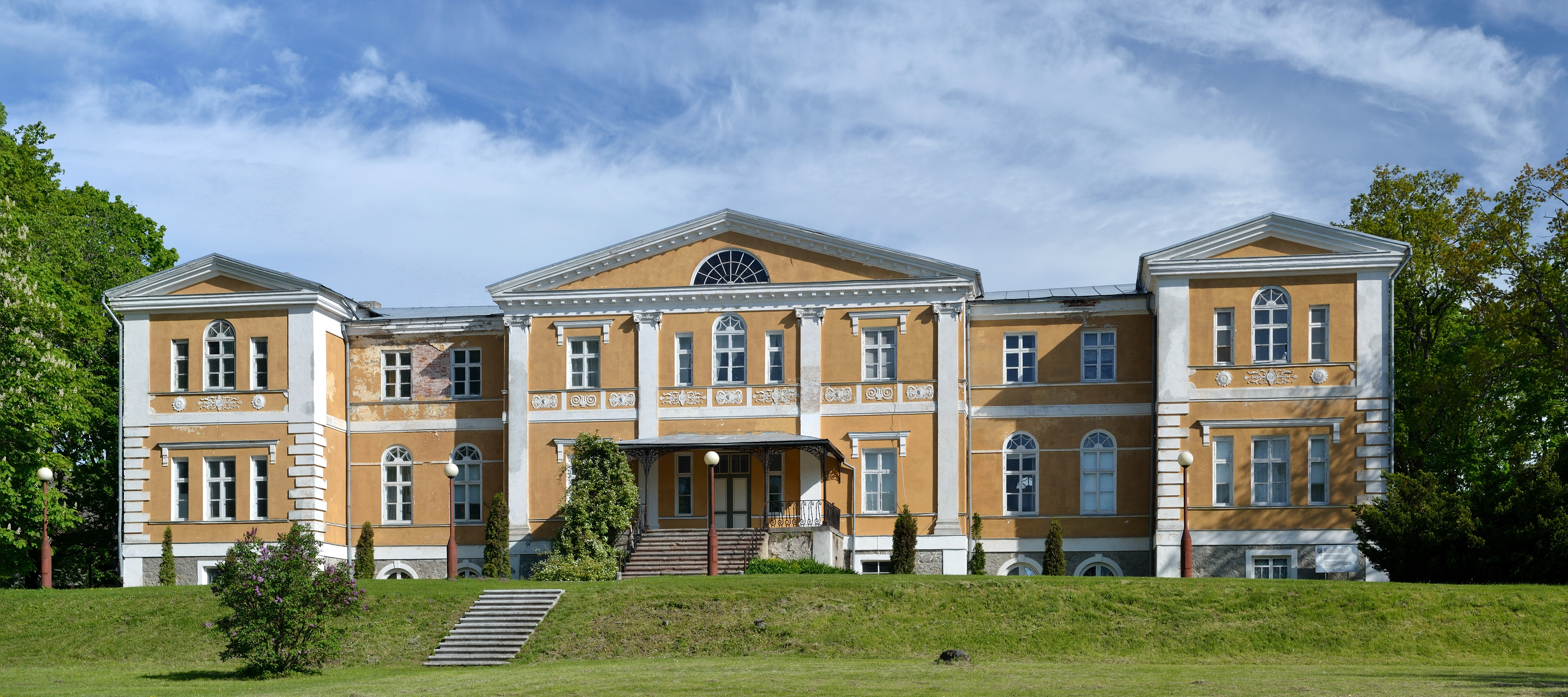
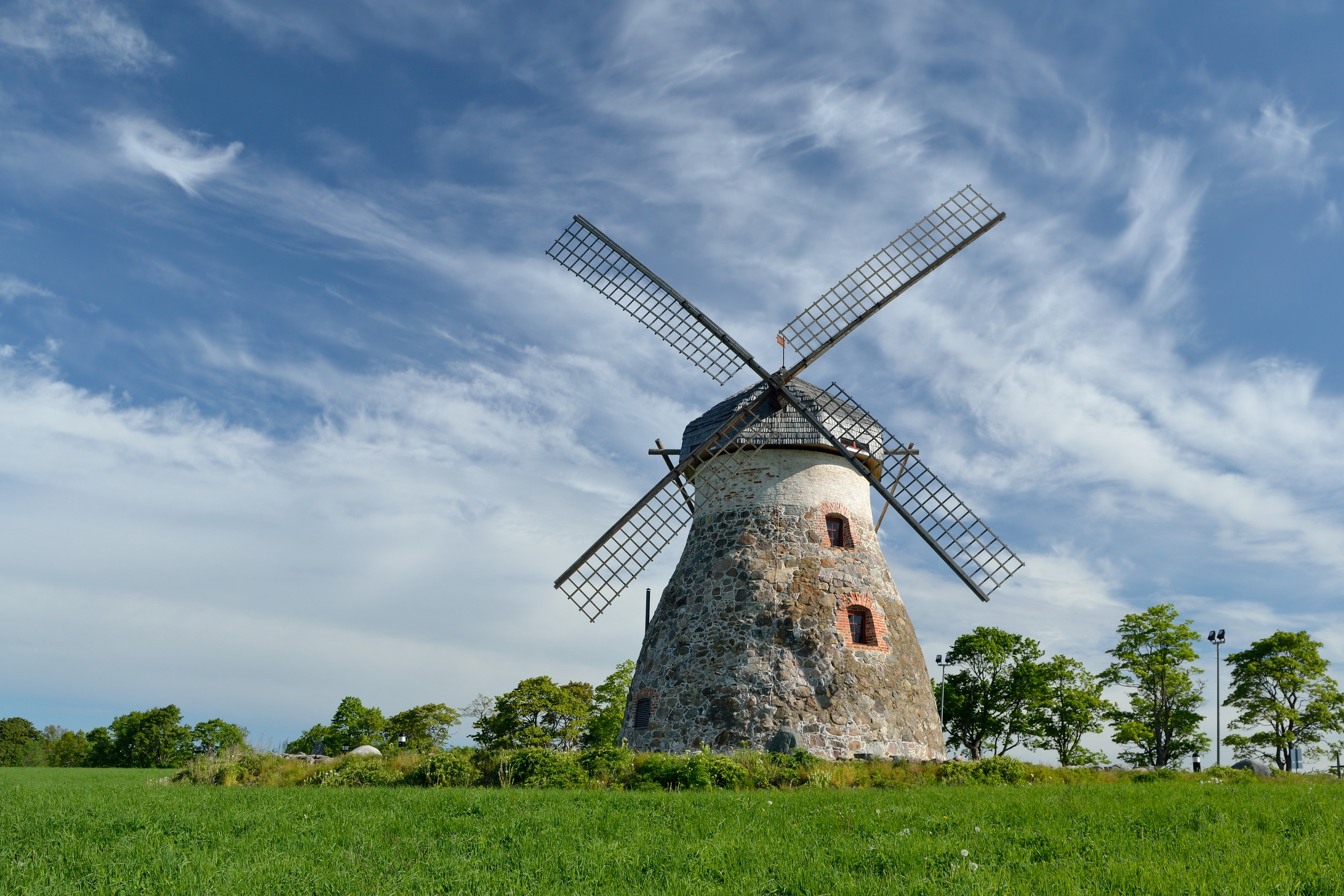
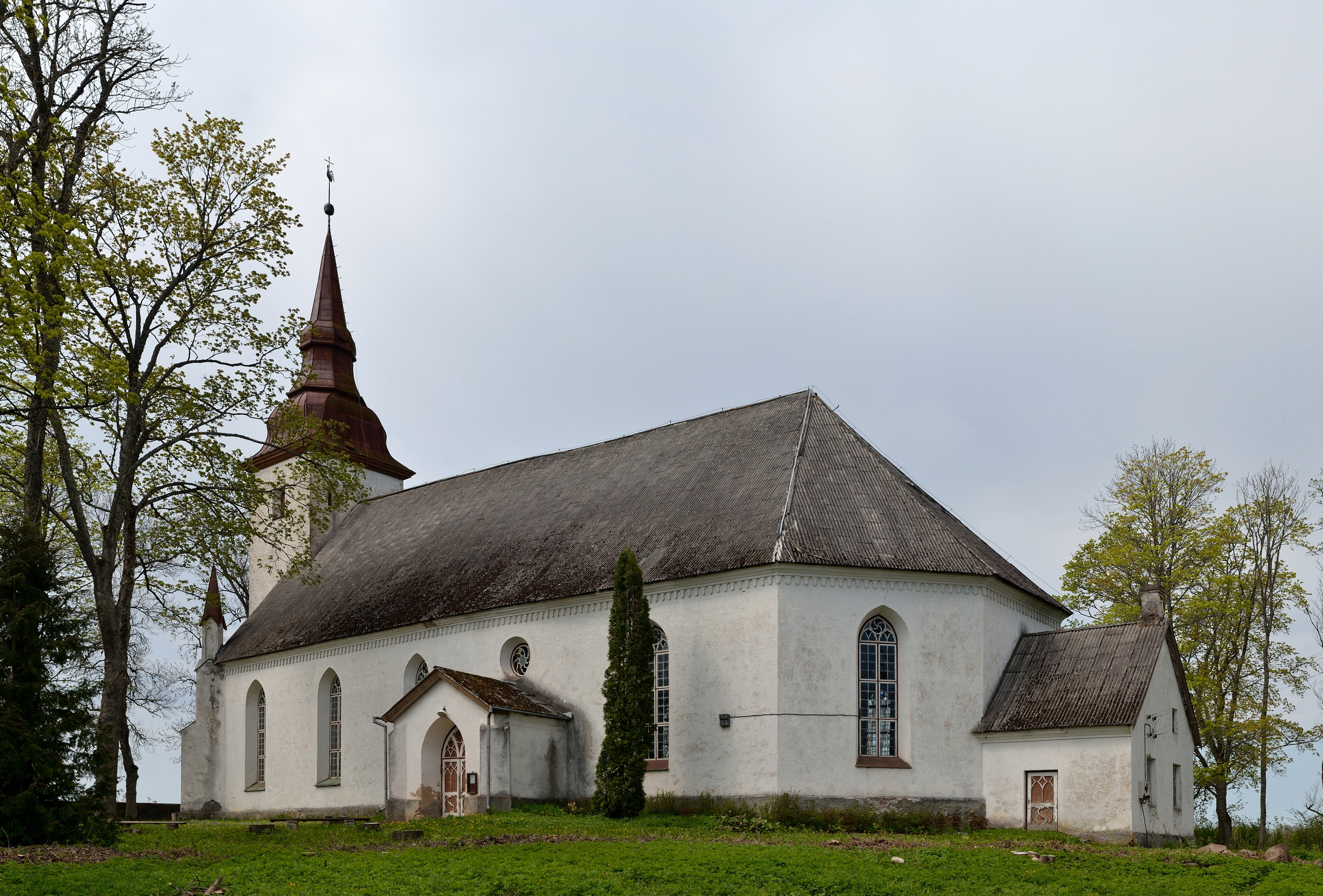
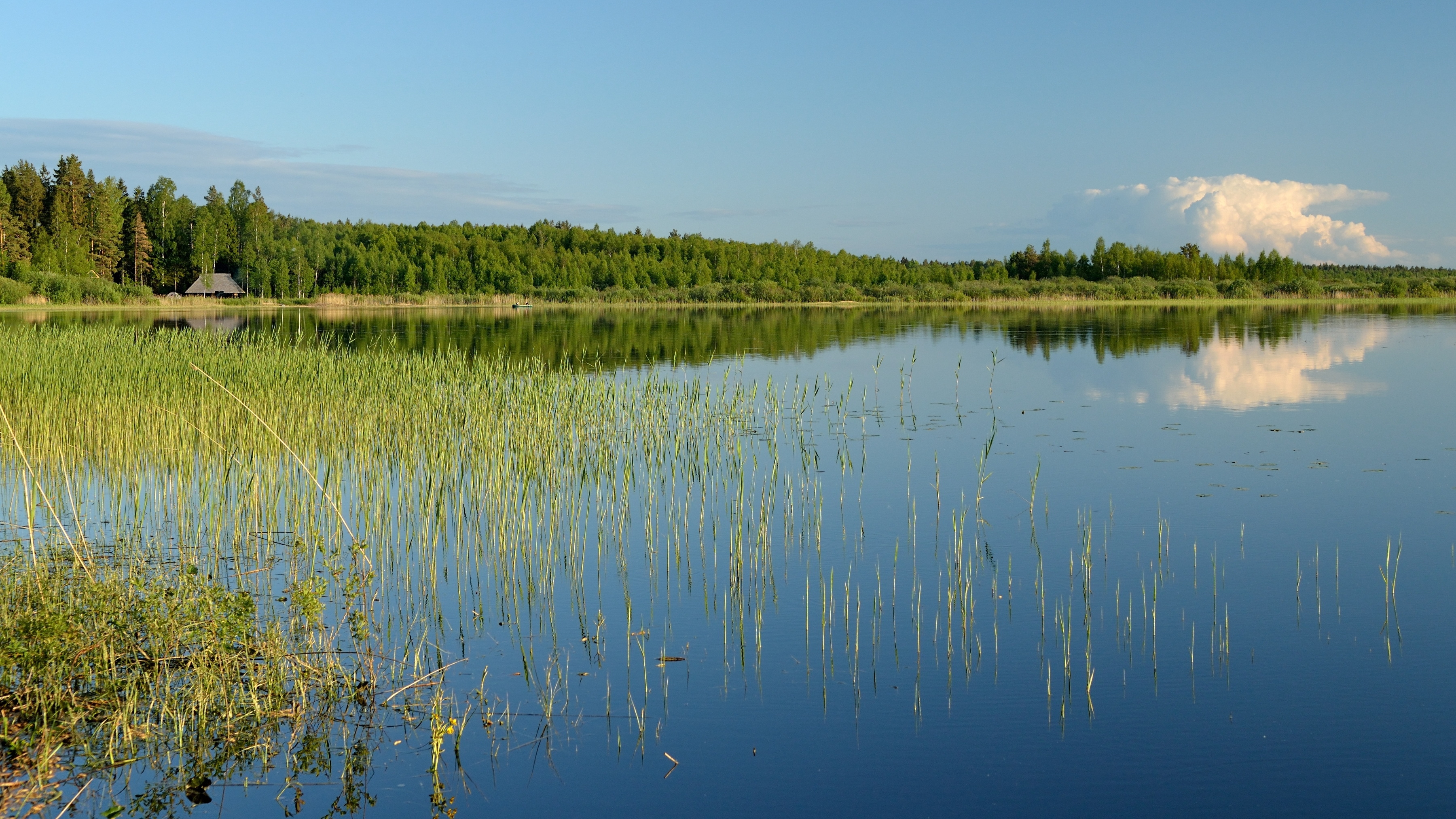